# Hetényi Elemér
Hetényi Elemér, egyes forrásokban Hetényi Dömény Elemér, született Dömény Elemér László (Ádánd, 1866. december 12. (keresztelés) – Kolozsvár, 1941. június 14.) magyar színész, rendező, pedagógus.

## Pályafutása
Dömény Pál református jegyző és a római katolikus Hetényi Emília színésznő fiaként született. Nagyapja Hetényi József. Színészi pályafutását Magyaróváron kezdte 1889-ben. 1903-tól Janovics Jenő szegedi, majd kolozsvári társulatában játszott és rendezett. 1921-ben Nagyváradra szerződött. 1924–1927 között Kolozsváron, 1926–27-ben illetve 1928–29-ben Aradon, 1929–1932 között Kolozsváron, 1932–1933-ban Nagyváradon, 1939–1940-ben Kolozsváron tevékenykedett.
1923–1940 között színészképzőt működtetett Nagyváradon, 1935-től Kolozsváron. Növendékei számára számos gyermekoperettet írt (Csipkerózsika; Piroska és a farkas meg a három kismalac; Dugó Dani; Robinson Crusoe; Hamupipőke; Hófehérke és a hét törpe; Sicc úrfi; Mikulás, a Postáslány meg a Krampuszok), amelyek egyrészt a színésznövendékek gyakorlati oktatását segítették elő, másrészt hozzájárultak ahhoz, hogy a gyermekek megszeressék a színházba járást. Tanítványai között voltak Bodó György, Dajka Margit, Gulácsy Albert, Kovács Kató, Lendvai Böske, Palucz Vilma, Rajnay Elli, Senkálszky Endre, Szabó Ica, Vincze Emília.
Janovics Jenő visszaemlékezése szerint: „Mint színész kissé feszes, kimért […] Fáradhatatlan, óramű pontosságú szakember. Az operettek tömeghatásait találékonysággal, mértani kiszámítottsággal tudta előkészíteni […] tiszteletreméltő türelemmel, szakértelemmel nevelte a következő generációt az erdélyi színpadok számára.”
A kolozsvári némafilmgyártás hőskorában több némafilmet rendezett.

## Színházi szerepei
- Basil (Lehár Ferenc: Luxemburg grófja)
- Durbints sógor (Gárdonyi Géza: A bor)
- Dragutin (Lehár Ferenc: Cigányszerelem)
- Gloster gróf (Shakespeare: Lear király)
- Lohonyi (Kálmán Imre: Tatárjárás)
- Agárdy (Rényi Aladár – Martos Ferenc: Kis gróf)
- Zéta (Lehár Ferenc: A víg özvegy)
- Bartolomeo Chigi (Parker: A bíboros)
- Moulinet (Georges Ohnet: A vasgyáros)
- Id. Nagy István (Bródy Sándor: A tanítónő)

## Filmszerepei
- Az apacsnő szerelme, 1913
- Bánk bán, 1914
- A tolonc, 1914
- Havasi Magdolna, 1915
- Ártatlan vagyok!, 1916
- A gyónás szentsége, 1916
- A peleskei nótárius, 1916
- A tanítónő, 1917
- Az utolsó éjszaka, 1917
- Vasgyáros, 1917
- A mozitündér, 1919

## Színházi rendezései
- Dennery – Cormon: Két árva

## Filmrendezései
- Az apacsnő szerelme, 1913
- Palika, 1918
- A mozitündér, 1919